# Dokmaia monthadangi
Dokmaia monthadangi är en svampart som beskrevs av Promp. 2003. Dokmaia monthadangi ingår i släktet Dokmaia, divisionen sporsäcksvampar och riket svampar.   Inga underarter finns listade i Catalogue of Life.